# Aeroporto de Maricá
O Aeroporto de Maricá ou Aeroporto Laélio Baptista é um aeroporto localizado na cidade litorânea de Maricá, na Região Metropolitana do estado do Rio de Janeiro. O aeroporto opera voos de pequeno e médio porte na aviação geral, executiva, voos regionais e offshore. Capacitado para voo visual (VFR), voo por instrumentos (IFR), voos diurnos e noturnos.

## Estrutura
Administrado pela Companhia de Desenvolvimento de Maricá (CODEMAR), vinculada à Prefeitura de Maricá, o aeroporto possui terminal de passageiros (TPS) com capacidade para receber 500 passageiros/dia e preparado de acordo com as normas reguladoras para a operação offshore. O terminal tem sala vip, sala de revista, duas salas de briefing e check-in.
Depois da realização de obras de reforma e ampliação o aeroporto foi entregue em maio de 2018 preparado para operações de apoio ao offshore. Com uma pista útil asfaltada de 1.200 metros, o aeroporto está localizado a 60km da capital, a 40km do COMPERJ e a 200km, em linha reta, dos campos do pré-sal da Bacia de Santos. Trata-se da menor distância entre o continente e as plataformas dos Campos de Tupi e Libra, o que torna o terminal estratégico para as operações de logística para a atividade offshore.
O Aeroporto de Maricá tem parceria de colaboração técnica com o Serviço Regional de Investigação e Prevenção de Acidentes (SERIPA 3). A atual capacidade do pátio é para receber até 10 aeronaves simultaneamente. Possui também abastecimento de aeronaves, realizado através de operação especial com caminhões, além de monitoramento e controle de ambientes através do sistema de Circuito Fechado de TV (CFTV).

## Histórico

### Como aeródromo
De 1972 a 14 de fevereiro de 2019 (SMDC)
Criado em 1972 com uma pista de terra, o aeródromo de Maricá recebeu apoio de aviadores pertencentes ao Aeroclube do Rio de Janeiro que utilizavam uma pequena pista de terra, localizada em Charitas, Niterói e precisavam de uma alternativa mais viável para expandir suas operações. Alguns associados que residiam em Maricá planejaram a criação de um novo aeroclube naquela cidade, eles entraram em contato com a Prefeitura de Maricá que demonstrou interesse. 
O Comandante Gerson Viana, Laélio Baptista (que hoje empresta seu nome ao aeroporto), Donaldo Figueira, Severino Silva e Warney Martins, entre outros levaram adiante esses planos e em 1975 conseguiram uma área contígua ao aeródromo (decreto lei municipal N.o 25). Donaldo Figueira, que tinha uma construtora cedeu as máquinas, Laélio Baptista cuidou da pista pessoalmente conduzindo o trator na tarefa de nivelamento do solo. Figueira também ficou responsável pela edificação da sede e seu pequeno hangar, enquanto Warney Martins (advogado) se encarregou das legalizações das obras e procedimentos junto ao DAC para a homologação do aeroclube. A pista resultante dessa iniciativa tinha 600 metros.
Em 24 de agosto de 1978, foi publicado o Boletim Interno n.o 160 do DAC autorizando o funcionamento da "Escola de Pilotagem Elementar de Aviação de Maricá", nome que permaneceu até 1987 quando mudou para "Escola de Pilotagem de Maricá", e em 2006, por solicitação da ANAC passou a ser "Aeroclube Escola de Pilotagem de Maricá". No final da década de 1980 e início da década de 1990, o DAC decidiu intensificar o processo de formação de pilotos para a aviação civil, cujos quadros precisavam de renovação. Entre as ações postas em prática, ocorreu a aquisição de 300 aviões Aero Boero de fabricação argentina, a maior parte do modelo 115 e alguns modelo 180.
O DAC escolheu a área do aeroclube de Maricá para receber as aeronaves que chegariam em grupos de cinco por mês, até que fossem distribuídas pelos aeroclubes selecionados. Para isso, a prefeitura de Maricá participou do projeto e através do decreto lei n.o 792 de 1988, cedeu à União uma área inicial de 77.470 m2, mais tarde corrigida para 29.910 m2, e em 2 de setembro de 1996, fixou a área definitiva em 7.000 m2.
Uma grande reforma ocorrida em meados da década de 1990, conduzida pelo então interventor no aeródromo/aeroclube, Coronel Paulo Roberto de Souza Machado, incrementou e disponibilizou a atual infraestrutura de pavimentação da pista, que na época já tinha 1.200 metros de comprimento o que veio a permitir a operação de aviões de médio porte assim como jatos executivos. Do início a meados da década de 1990, a "Escola de Pilotagem de Maricá" (EPM), teve papel de grande relevância na formação, não só de pilotos como também de instrutores, inclusive vindos de outros Estados do país.
Com a criação da ANAC em 2005 e a posterior extinção do DAC em 2016, essa mudança, entre outros problemas, fez com que o programa de apoio aos aeroclubes sofresse bastante e foi desacelerando, culminando em 2013 no caso de Maricá, com a retirada das 50 aeronaves que restavam no aeródromo pertencentes à antiga "Escola de Pilotagem de Maricá" e seu deslocamento para outros aeroclubes.Em 2012, Maricá chegou à posição de maior polo de formação de pilotos do Rio de Janeiro, e o Rio de Janeiro, por sua vez, o segundo maior formador de aviadores do Brasil.

### Como aeroporto
De 15 fevereiro de 2019 em diante (SBMI)
Depois de "retomado" pela prefeitura, o aeroporto sofreu uma reestruturação entre 2017 e 2018 e foi "reinaugurado" em 25 de maio de 2018, perdendo boa parte de sua vocação para a formação de pilotos.
A reforma focou em um novo terminal de passageiros (TPS), com sala VIP, sala de revista, duas salas de briefing, posto médico, áreas separadas para embarque e desembarque, check-in além de espaço para um café; além disso, a pista, as taxiway e o pátio foram revitalizados e preparados para receber operações offshore, havendo a previsão de uma próxima fase para a construção de novos hangares, implantação de balizamento noturno, Serviços de Telecomunicações e Tráfego Aéreo (EPTA) e Serviço de Prevenção, Salvamento e Combate a Incêndio em Aeródromos Civis (SESCINC).
De acordo com a portaria nº 0.538/SIA de 15 de fevereiro de 2019 da ANAC, o aeroporto, devido ao cumprimento de determinados padrões de operação, passou a ser identificado como "SBMI".
Em julho de 2021, o aeroporto de Maricá passou a operar por instrumentos "Instrumental Flight Rules" (IFR), sendo inserido na carta do Departamento de Controle do Espaço Aéreo (DECEA), além disso, possui também uma estação meteorológica.
Com essa nova classificação, publicada na carta do Departamento de Controle do Espaço Aéreo (DECEA), que permite decolagens, aproximações e pousos, mesmo com pouca visibilidade, se junta à instalação do Percurso de Aproximação de Precisão ("PAPI", sigla em inglês) já disponível desde 2020, fazendo com que o Aeroporto de Maricá assumisse uma posição de relevância e destaque, para a aviação regional, e de apoio ao offshore no Estado do Rio de Janeiro. Funcionando agora em tempo integral, com uma pista de 1.200 metros, localizado a 60km da capital, a 40km do Comperj, a 100km de Cabo Frio, a 128km de Búzios e a 200km, em linha reta, dos campos do pré-sal da Bacia de Santos, o aeroporto passa a ser de extrema relevância como base de apoio para eventuais operações de resgate nas plataformas e de voos médicos de emergência.

### Crimes, acidentes, questões judiciais e legado
Em 30 de abril de 1999, o então interventor do aeródromo/aeroclube, o Coronel Paulo Roberto de Souza Machado, que tentava combater o uso do aeródromo por traficantes, foi assassinado em condições inusitadas.
Em 2012, em seu segundo mandato, o então prefeito de Maricá, Washington Quaquá, firmou um convênio com a União na gestão de Dilma Rousseff pelo qual a exploração do aeródromo foi transferida para a prefeitura a partir daí, iniciou uma série de ações administrativas e jurídicas contra as escolas de pilotagem/aeroclubes que atuavam no aeródromo da cidade, o que na prática acabou inviabilizando várias delas. A subsequente insegurança jurídica fez com que boa parte delas encerrassem as atividades ou as transferissem para outro aeródromo. 
A situação se agravou em 11 de setembro de 2013, quando um acidente com um avião em treinamento causou duas vítimas, uma delas fatal (o instrutor). E para piorar, um outro acidente com vítima aconteceu no mês seguinte.
Ainda em 2013, um outro acidente, desta vez em decorrência de ações externas fez mais duas vítimas fatais, gerando consequências jurídicas ainda mais sérias.
No período que o aeródromo ficou interditado e os aeroclubes foram impedidos de funcionar, algumas aeronaves tiveram partes desmontadas e furtadas.
Como consequência de tudo isso, parte do antigo acervo do aeródromo encontra-se hoje em estado de abandono em outros aeródromos, como é o caso do Aero Boero AB-115 matrícula PP-GRE.

## Galeria

Algumas vistas do Aeroporto de Maricá em 1994
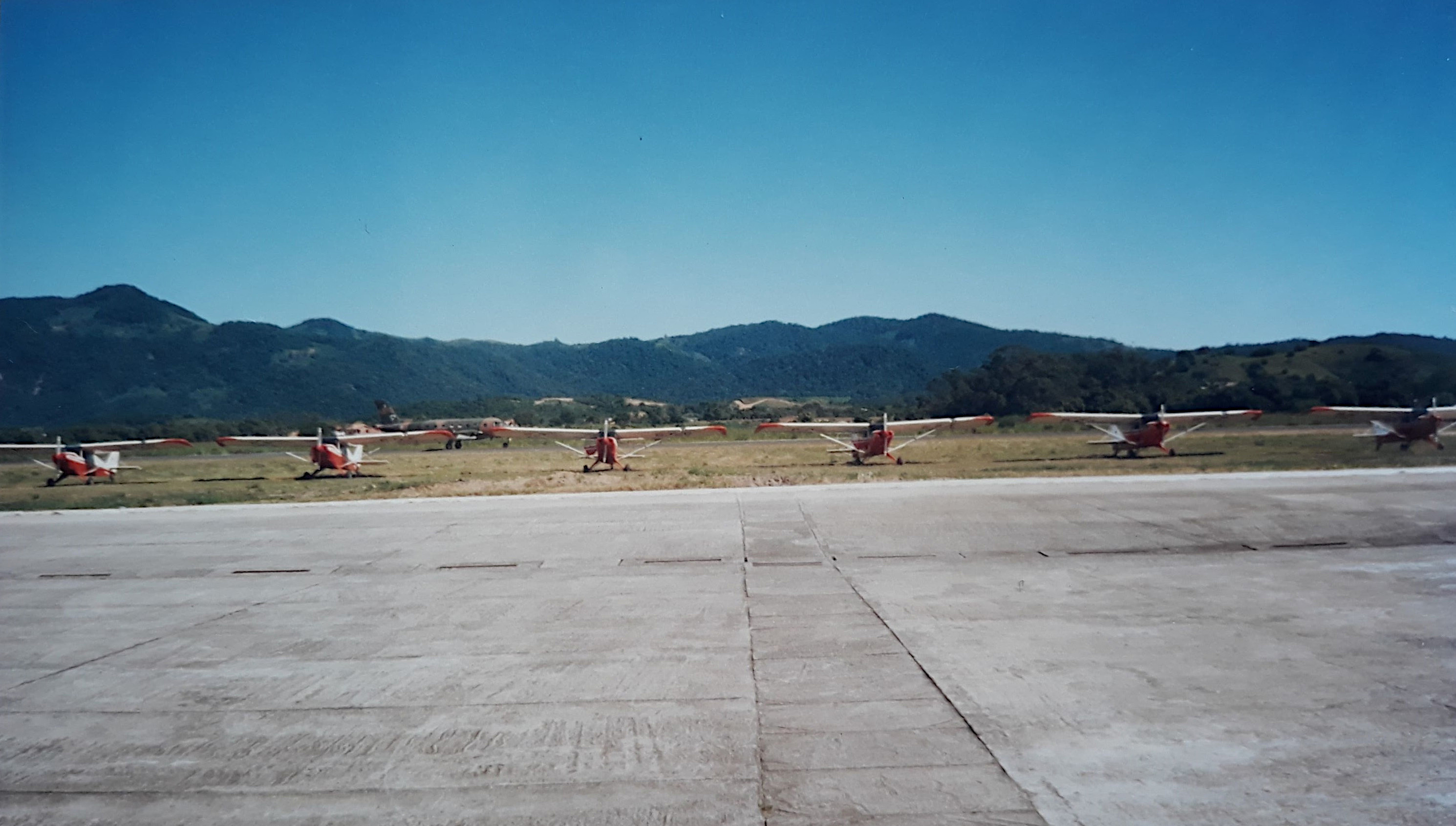
Do pátio de manobras para a pista (ao fundo) com os aviões da "Escola de Pilotagem de Maricá" em formação.
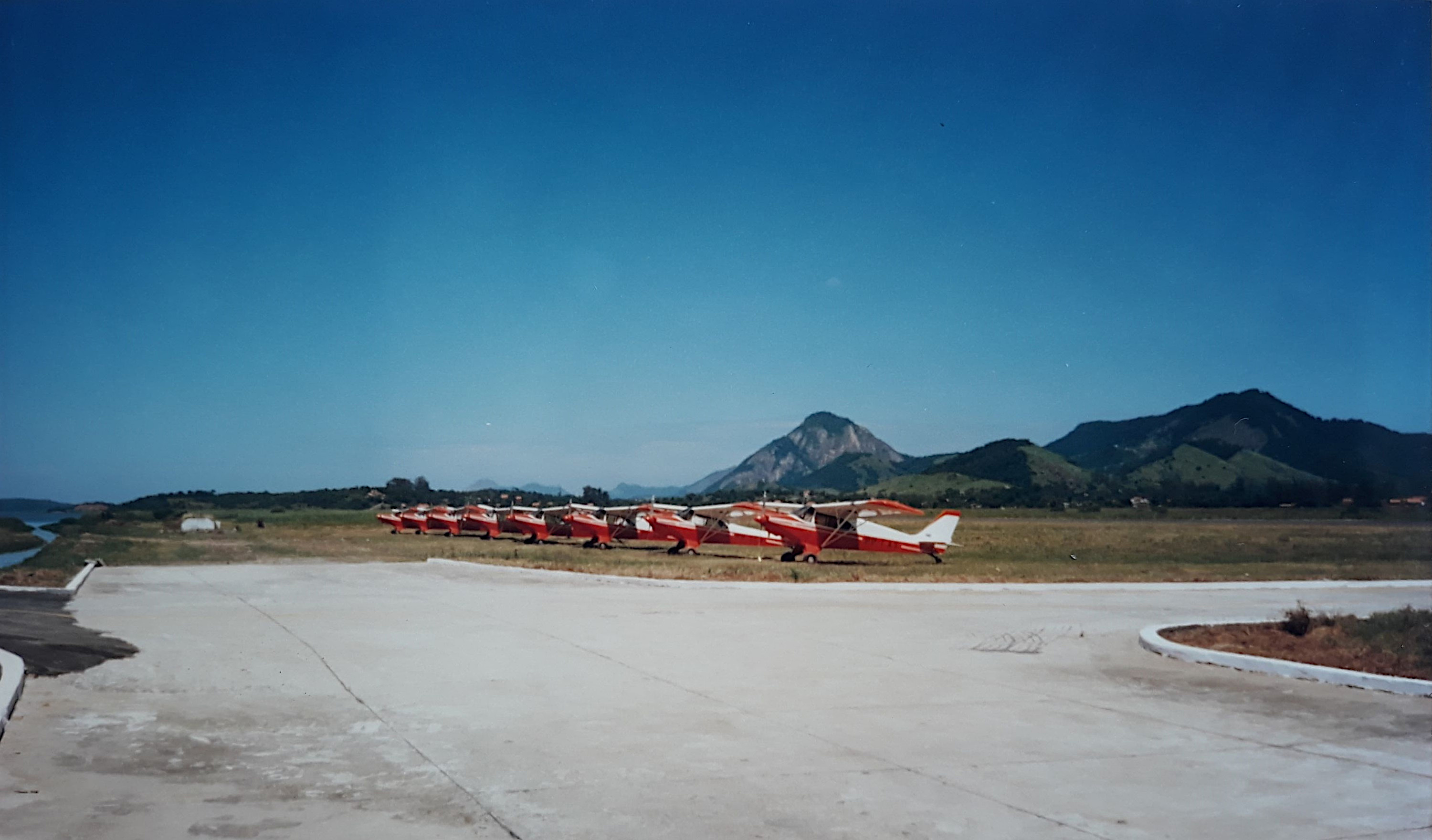
Do pátio de manobras para a pista (à direita) com os aviões da "Escola de Pilotagem de Maricá" em formação.
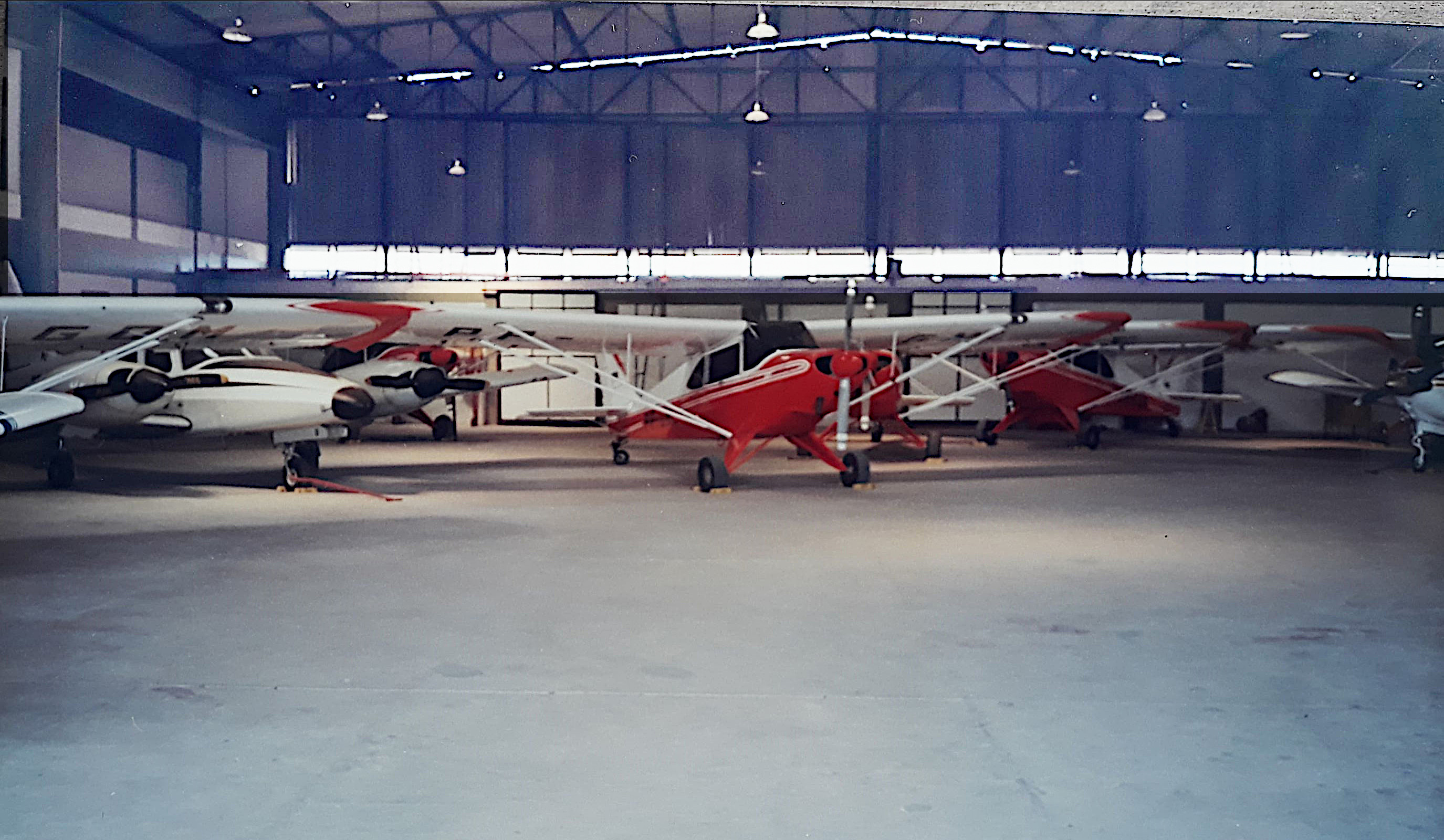
Interior do hangar principal (lado esquerdo)
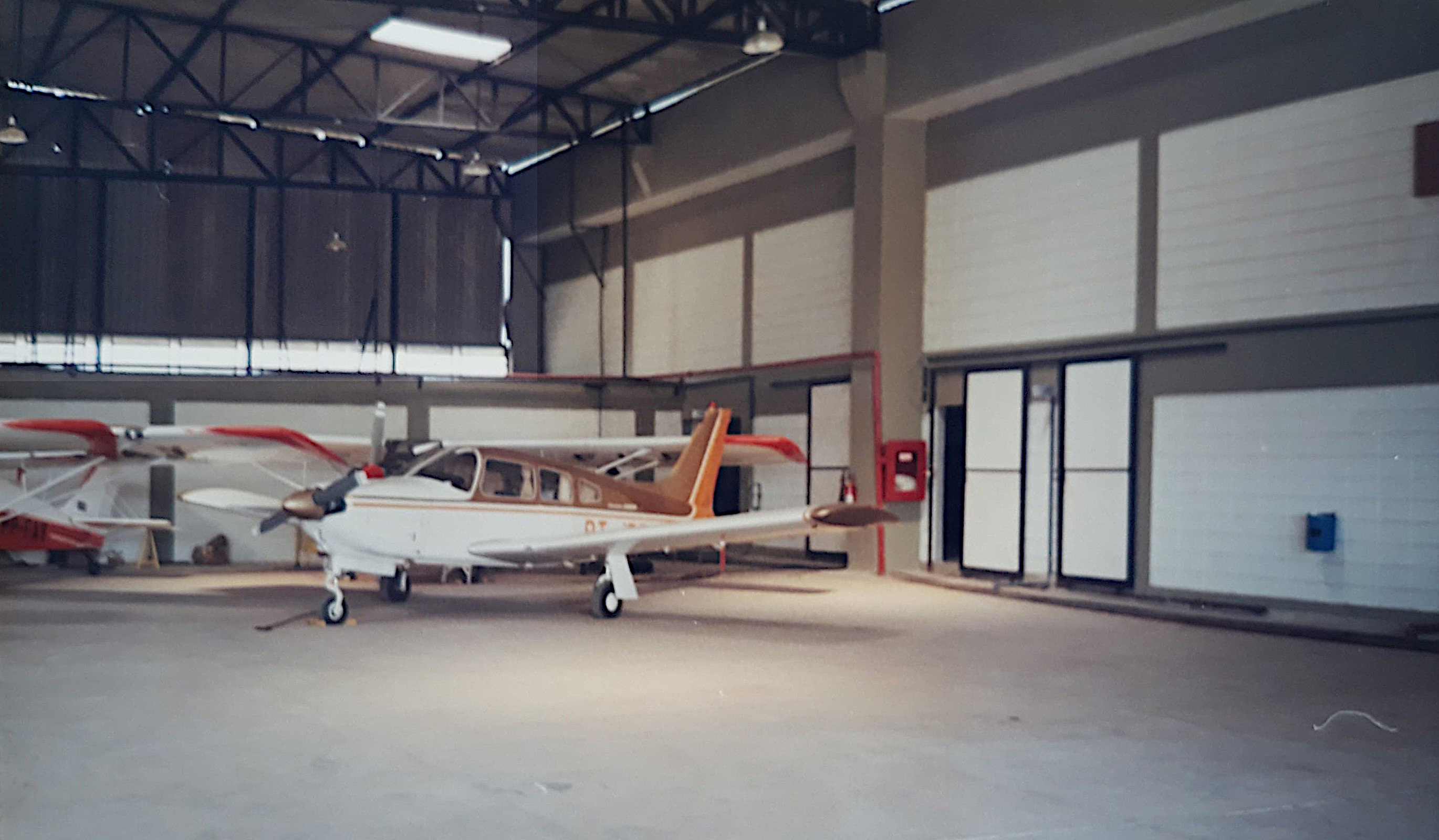
Interior do hangar principal (lado direito)